# Schleif
Schleif (en luxembourgeois : Schleef ) est une localité de la commune luxembourgeoise de Winseler située dans le canton de Wiltz.